# CFDT Cadres
La CFDT Cadres (anciennement UCC) est l'Union confédérale des ingénieurs et cadres adhérents de la Confédération française démocratique du travail (CFDT). Elle fédère les cadres des secteurs privés et publics qui adhèrent aux syndicats de base.
En nombre d’adhérents et de votants aux élections professionnelles, la CFDT est la première organisation syndicale chez les salariés cadres en France. Son union confédérale, la CFDT Cadres, a pour mission d’anticiper les mutations du travail et d’innover afin de mieux répondre aux attentes des cadres.
On lui doit notamment l’invention du forfait jours (1997) qui répond à la préoccupation des cadres d’équilibrer leur investissement. La CFDT Cadres est également engagée dans la promotion du télétravail négocié (obligeant les entreprises à gérer l’impact des nouveaux outils numériques) et la revendication d’un droit d’alerte (qui pose l’enjeu déterminant de la prise de parole et de l’exercice de la responsabilité).

## Histoire
- novembre 1944 : fondation de la FFSIC[1] (au sein de la CFTC) : Fédération Française des Syndicats d’Ingénieurs et Cadres.
- Au cours des années 50, la CFTC décide progressivement de la mise en place des fédérations d’industrie, qui viennent se substituer aux fédérations de métiers. L’abandon des syndicats catégoriels entraîne une recomposition majeure, pour le syndicalisme cadre en particulier[2].
- 1964 : la FFSIC se prononce en faveur de l’évolution de la CFTC en CFDT.
- novembre 1967 : naissance de l’Union Confédérale des ingénieurs et Cadres (UCC)[3] qui vient se substituer à la FFSIC.
- 1984 : l’UCC devient membre de la FIET (Fédération Internationale des employés et techniciens cadres).
- 1993 : l’UCC participe à la création d'Eurocadres (Conseil des Cadres Européens), dont Michel Rousselot devient le premier président.
- 1997 : lors des élections prud’homales, dans la section encadrement, l'Union des cadres CFDT arrive en tête avec 31,5 %[4].
- 2001 : l'UCC devient CFDT Cadres.
- 2018 : la CFDT Cadres crée, avec 16 autres organisations, la Maison des Lanceurs d'Alerte[5],[6].

### Adhérents
En 2004, la CFDT Cadres comptait 70 000 adhérents.

### Représentativité
Aux élections prud'homales (section encadrement), la CFDT Cadres est arrivée en tête en 1997 et 2002. Elle se fait devancer en 2008 par la CFE/CGC. Au total, la CFDT demeure numéro 1 en rassemblant 23,40 % des voix des cadres du privé et du public.
En 2013, la CFDT annonce avoir récolté 26,8% des voix chez les cadres, lors du calcul de la représentativité (agrégation des résultats aux élections professionnelles 2008-2012 dans les entreprises du privé).

## Dirigeants

### Présidents
- François Lagandré[3]
- Maurice Luneau

### Secrétaires généraux
- Roger Faist : 1967-1975[9],[10],[11]
- Pierre Vanlerenberghe : 1975-1984[11]
- Daniel Croquette : 1984-1991 [11],[12]
- Marie-Odile Paulet : 1991-2001 [11],[13]
- François Fayol : 2001-2009[11]
- Jean-Paul Bouchet : 2009-2016[11]
- Jean-Claude Barboul : 2016-2018[11]
- Laurent Mahieu : 2018-2023[11]
- Laurent Dumanche : depuis 2023